# Fulko Czcigodny
Fulko Czcigodny (zm. 17 czerwca 900) – arcybiskup Reims od 882 roku.
Po abdykacji Karola III Grubego, próbował wprowadzić na tron państwa zachodniofrankijskiego swojego krewnego Gwido III ze Spoleto koronując go w 888 roku w Langres. W 893 roku koronował Karola III Prostaka na króla zachodniofrankijskiego, pomimo że dotychczasowy władca Odon, nadal zasiadał na tronie. Po śmierci Odona mianowany przez Karola III kanclerzem.
W 899 roku Karol III podarował mu opactwo Saint-Vaast, zagarnięte Baldwinowi II Łysemu. W odwecie Baldwin zlecił swoim wasalom zamordowanie arcybiskupa, co nastąpiło w 900 roku.